# (18641) 1998 EG10
1998 إي جي 10 (ويعرف أيضًا باسم (18641) 1998 إي جي 10 وفق تسمية الكوكب الصغير) (بالإنجليزية: 1998 EG10)‏ هو كويكب ضمن حزام الكويكبات؛ وترتيبه 18641 من حيث الاكتشاف.
اكتُشف هذا الجُرم الفلكي بواسطة تيتسوؤو كاغاوا في 6 مارس 1998.

## وصلات خارجية
- (18641) 1998 EG10 في قاعدة بيانات مختبر الدفع النفاث لأجرام النظام الشمسي الصغيرة

- الاكتشاف · مخطط المدار ·  العناصر المدارية · المعلمات المادية

- (18641) 1998 EG10 على موقع ويكي سكاي: DSS2, SDSS, GALEX, IRAS, Hydrogen α, X-Ray, Astrophoto, Sky Map, Articles and images